# Équipe d'Angleterre de football à la Coupe du monde 2002
L'équipe d'Angleterre de football atteint les quarts de finale de la coupe du monde de football de 2002.

## Effectif
| Numéro / Nom       | Numéro / Nom        | Club              | Date de naissance | J.              | Buts            |                 |                 |                 |
| Gardiens de but    | Gardiens de but     | Gardiens de but   | Gardiens de but   | Gardiens de but | Gardiens de but | Gardiens de but | Gardiens de but | Gardiens de but |
| ------------------ | ------------------- | ----------------- | ----------------- | --------------- | --------------- | --------------- | --------------- | --------------- |
| 1                  | David Seaman        | Arsenal           | 19 septembre 1963 | 5               | 0               | 0               | 0               | 0               |
| 13                 | Nigel Martyn        | Leeds United      | 11 août 1966      | 0               | 0               | 0               | 0               | 0               |
| 22                 | David James         | West Ham          | 1er août 1970     | 0               | 0               | 0               | 0               | 0               |
| Défenseurs         |                     |                   |                   |                 |                 |                 |                 |                 |
| 2                  | Danny Mills         | Leeds United      | 18 mai 1977       | 5               | 0               | 1               | 0               | 0               |
| 3                  | Ashley Cole         | Arsenal           | 20 décembre 1980  | 5               | 0               | 1               | 0               | 0               |
| 5                  | Rio Ferdinand       | Leeds United      | 7 novembre 1978   | 5               | 1               | 1               | 0               | 0               |
| 6                  | Sol Campbell        | Arsenal           | 18 septembre 1974 | 5               | 1               | 1               | 0               | 0               |
| 12                 | Wes Brown           | Manchester United | 13 octobre 1979   | 0               | 0               | 0               | 0               | 0               |
| 14                 | Wayne Bridge        | Southampton       | 5 août 1980       | 2               | 0               | 0               | 0               | 0               |
| 15                 | Martin Keown        | Arsenal           | 24 juillet 1966   | 0               | 0               | 0               | 0               | 0               |
| 16                 | Gareth Southgate    | Middlesbrough     | 3 septembre 1970  | 2               | 0               | 0               | 0               | 0               |
| Milieux de terrain |                     |                   |                   |                 |                 |                 |                 |                 |
| 4                  | Trevor Sinclair     | West Ham          | 3 février 1973    | 4               | 0               | 0               | 0               | 0               |
| 7                  | David Beckham       | Manchester United | 2 mai 1975        | 5               | 1               | 0               | 0               | 0               |
| 8                  | Paul Scholes        | Manchester United | 16 novembre 1974  | 5               | 0               | 1               | 0               | 0               |
| 18                 | Owen Hargreaves     | Bayern Munich     | 20 janvier 1981   | 2               | 0               | 0               | 0               | 0               |
| 19                 | Joe Cole            | West Ham          | 8 novembre 1981   | 1               | 0               | 0               | 0               | 0               |
| 21                 | Nicky Butt          | Manchester United | 21 janvier 1975   | 4               | 0               | 0               | 0               | 0               |
| 23                 | Kieron Dyer         | Newcastle United  | 29 décembre 1978  | 3               | 0               | 0               | 0               | 0               |
| Attaquants         |                     |                   |                   |                 |                 |                 |                 |                 |
| 9                  | Robbie Fowler       | Leeds United      | 9 avril 1975      | 1               | 0               | 0               | 0               | 0               |
| 10                 | Michael Owen        | Liverpool         | 14 décembre 1979  | 5               | 2               | 0               | 0               | 0               |
| 11                 | Emile Heskey        | Liverpool         | 11 janvier 1978   | 5               | 1               | 1               | 0               | 0               |
| 17                 | Teddy Sheringham    | Tottenham Hotspur | 2 avril 1966      | 4               | 0               | 0               | 0               | 0               |
| 20                 | Darius Vassell      | Aston Villa       | 13 juin 1980      | 3               | 0               | 0               | 0               | 0               |
| Sélectionneur      |                     |                   |                   |                 |                 |                 |                 |                 |
|                    | Sven Göran Eriksson |                   | 5 février 1948    |                 |                 |                 |                 |                 |
| Réserve            |                     |                   |                   |                 |                 |                 |                 |                 |
|                    | David Dunn          | Blackburn Rovers  | 27 décembre 1979  |                 |                 |                 |                 |                 |
|                    | Alan Smith          | Leeds United      | 28 octobre 1980   |                 |                 |                 |                 |                 |
| Blessés            |                     |                   |                   |                 |                 |                 |                 |                 |
|                    | Gary Neville        | Manchester United | 18 février 1975   |                 |                 |                 |                 |                 |
|                    | Steven Gerrard      | Liverpool         | 30 mai 1980       |                 |                 |                 |                 |                 |
|                    | Danny Murphy        | Liverpool         | 18 mars 1977      |                 |                 |                 |                 |                 |

## Staff

### Sélectionneur
- Sven Göran Eriksson

### Entraîneurs adjoints
- Tord Grip, entraîneur adjoint
- Steve McClaren, assistant
- Sammy Lee, assistant
- Ray Clemence, entraîneur des gardiens

## Qualifications
L'Angleterre se qualifie en finissant première d'un groupe comprenant l'Allemagne, la Finlande, la Grèce et la Géorgie.

## Coupe du monde

### Premier tour - groupe F
| Classement final |            |     |   |   |   |   |    |    |      |
|                  | Équipe     | Pts | J | G | N | P | BP | BC | Diff |
| 1                | Suède      | 5   | 3 | 1 | 2 | 0 | 4  | 3  | +1   |
| 2                | Angleterre | 5   | 3 | 1 | 2 | 0 | 2  | 1  | +1   |
| 3                | Argentine  | 4   | 3 | 1 | 1 | 1 | 2  | 2  | 0    |
| 4                | Nigeria    | 1   | 3 | 0 | 1 | 2 | 1  | 3  | -2   |

| 2 juin  | Argentine  | 1 | 0 | Nigeria    |
| 2 juin  | Suède      | 1 | 1 | Angleterre |
| 7 juin  | Suède      | 2 | 1 | Nigeria    |
| 7 juin  | Angleterre | 1 | 0 | Argentine  |
| 12 juin | Suède      | 1 | 1 | Argentine  |
| 12 juin | Angleterre | 0 | 0 | Nigeria    |

#### Angleterre - Suède
| 2 juin 2002                       | Angleterre   | 1 - 1   | Suède             | Saitama Stadium, Saitama                              |                                                       |
| 18:30 · Historique des rencontres | Campbell 24e | (1 - 0) | Alexandersson 59e | Spectateurs : 52 721 Arbitrage : Carlos Eugênio Simon | Spectateurs : 52 721 Arbitrage : Carlos Eugênio Simon |
| 18:30 · Historique des rencontres | (Rapport)    |         |                   | Spectateurs : 52 721 Arbitrage : Carlos Eugênio Simon | Spectateurs : 52 721 Arbitrage : Carlos Eugênio Simon |

#### Argentine - Angleterre
| 7 juin 2002                       | Argentine | 0 - 1   | Angleterre         | Sapporo Dome, Sapporo                              |                                                    |
| 20:30 · Historique des rencontres |           | (0 - 1) | Beckham 44e (pen.) | Spectateurs : 35 927 Arbitrage : Pierluigi Collina | Spectateurs : 35 927 Arbitrage : Pierluigi Collina |
| 20:30 · Historique des rencontres | (Rapport) |         |                    | Spectateurs : 35 927 Arbitrage : Pierluigi Collina | Spectateurs : 35 927 Arbitrage : Pierluigi Collina |

#### Nigeria - Angleterre
| 12 juin 2002                      | Nigeria   | 0 - 0   | Angleterre | Nagai Stadium, Osaka                        |                                             |
| 15:30 · Historique des rencontres |           | (0 - 0) |            | Spectateurs : 44 864 Arbitrage : Brian Hall | Spectateurs : 44 864 Arbitrage : Brian Hall |
| 15:30 · Historique des rencontres | (Rapport) |         |            | Spectateurs : 44 864 Arbitrage : Brian Hall | Spectateurs : 44 864 Arbitrage : Brian Hall |

### Huitième de finale

#### Angleterre - Danemark
| 15 juin 2002                      | Angleterre                           | 3 - 0   | Danemark | Niigata Stadium, Niigata                     |                                              |
| 20:30 · Historique des rencontres | Ferdinand 5e · Owen 22e · Heskey 44e | (3 - 0) |          | Spectateurs : 40 582 Arbitrage : Markus Merk | Spectateurs : 40 582 Arbitrage : Markus Merk |
| 20:30 · Historique des rencontres | (Rapport)                            |         |          | Spectateurs : 40 582 Arbitrage : Markus Merk | Spectateurs : 40 582 Arbitrage : Markus Merk |

### Quart de finale

#### Brésil - Angleterre
| 21 juin 2002                      | Brésil                       | 2 - 1   | Angleterre | Niigata Stadium, Shizuoka                          |                                                    |
| 15:30 · Historique des rencontres | Rivaldo 45e · Ronaldinho 50e | (1 - 1) | Owen 23e   | Spectateurs : 47 436 Arbitrage : Felipe Ramos Rizo | Spectateurs : 47 436 Arbitrage : Felipe Ramos Rizo |
| 15:30 · Historique des rencontres | (Rapport)                    |         |            | Spectateurs : 47 436 Arbitrage : Felipe Ramos Rizo | Spectateurs : 47 436 Arbitrage : Felipe Ramos Rizo |